# Libros del Asteroide
Libros del Asteroide es una editorial independiente española fundada en Barcelona el 2005 por Luis Solano.  Desde entonces ha publicado más de dos centenares de libros y ha recibido varios premios y reconocimientos, entre los cuales destaca el Premio Nacional a la Mejor Labor Editorial Cultural concedido por el Ministerio de Cultura de España en 2008. 
Publica libros en español y está especializada en novelas, aunque también edita obras de otros géneros. Los primeros libros publicados fueron  En busca del barón Corvo, de A.J.A. Symons;  A la caza del amor, de Nancy Mitford, y Dos inglesas y el amor, de Henri-Pierre Roché. Un año después, con El quinto en juego, de Robertson Davies, ganaba el premio Llibreter.
Con los años han publicado autores hispanófonos como Manuel Chaves Nogales, Marcos Ordóñez, Eduardo Halfon y Llucia Ramis- y en otras lenguas como Christopher R. Beha, Jean Rolin o Nickolas Butler. También han traducido al castellano clásicos en catalán, como K.L. Reich, de Joaquim Amat-Piniella, o El desbarajuste, de Ferran Planes.